# سالزبوري (فيرمونت)
سالزبوري (بالإنجليزية: Salisbury, Vermont)‏ هي بلدة تقع بولاية فيرمونت في الولايات المتحدة. تبلغ مساحتها 77.7 (كم²)، وترتفع عن سطح البحر 126 م، بلغ عدد سكانها 1136 نسمة في عام 2010 حسب إحصاء مكتب تعداد الولايات المتحدة وتصل الكثافة السكانية فيها 15.2 نسمة/كم2.

## المناخ
يظهر الجدول التالي التغييرات المناخية على مدار السنة لسالزبوري:
| البيانات المناخية لـسالزبوري              | البيانات المناخية لـسالزبوري | البيانات المناخية لـسالزبوري | البيانات المناخية لـسالزبوري | البيانات المناخية لـسالزبوري | البيانات المناخية لـسالزبوري | البيانات المناخية لـسالزبوري | البيانات المناخية لـسالزبوري | البيانات المناخية لـسالزبوري | البيانات المناخية لـسالزبوري | البيانات المناخية لـسالزبوري | البيانات المناخية لـسالزبوري | البيانات المناخية لـسالزبوري | البيانات المناخية لـسالزبوري |
| الشهر                                     | يناير                        | فبراير                       | مارس                         | أبريل                        | مايو                         | يونيو                        | يوليو                        | أغسطس                        | سبتمبر                       | أكتوبر                       | نوفمبر                       | ديسمبر                       | المعدل السنوي                |
| ----------------------------------------- | ---------------------------- | ---------------------------- | ---------------------------- | ---------------------------- | ---------------------------- | ---------------------------- | ---------------------------- | ---------------------------- | ---------------------------- | ---------------------------- | ---------------------------- | ---------------------------- | ---------------------------- |
| متوسط درجة الحرارة الكبرى °ف              | 29.8                         | 34.5                         | 44.4                         | 59                           | 71.1                         | 79.3                         | 83.6                         | 81.3                         | 73.1                         | 59.8                         | 47.3                         | 35.2                         | 58.2                         |
| متوسط درجة الحرارة الصغرى °ف              | 10.8                         | 13.1                         | 21.5                         | 32.8                         | 43.6                         | 53                           | 57.8                         | 56.6                         | 49.1                         | 38.1                         | 29.9                         | 18                           | 35.4                         |
| الهطول إنش                                | 2.12                         | 2.03                         | 2.32                         | 3.1                          | 3.69                         | 3.97                         | 4.38                         | 4.16                         | 3.76                         | 3.87                         | 3.37                         | 3.06                         | 39.83                        |
| متوسط تساقط الثلوج إنش                    | 16.7                         | 12.3                         | 11.6                         | 3.3                          | 0                            | 0                            | 0                            | 0                            | 0                            | .5                           | 4.1                          | 15.5                         | 64                           |
| متوسط درجة الحرارة الكبرى °م              | −1.2                         | 1.4                          | 6.9                          | 15                           | 21.7                         | 26.3                         | 28.7                         | 27.4                         | 22.8                         | 15.4                         | 8.5                          | 1.8                          | 14.6                         |
| متوسط درجة الحرارة الصغرى °م              | −11.8                        | −10.5                        | −5.8                         | 0.4                          | 6.4                          | 12                           | 14.3                         | 13.7                         | 9.5                          | 3.4                          | −1.2                         | −8                           | 1.9                          |
| الهطول مم                                 | 54                           | 52                           | 59                           | 79                           | 94                           | 101                          | 111                          | 106                          | 96                           | 98                           | 86                           | 78                           | 1٬012                        |
| متوسط تساقط الثلوج سم                     | 42                           | 31                           | 29                           | 8.4                          | 0                            | 0                            | 0                            | 0                            | 0                            | 1.3                          | 10                           | 39                           | 160                          |
| المصدر: xmACIS2 (Monthly Climate Normals) |                              |                              |                              |                              |                              |                              |                              |                              |                              |                              |                              |                              |                              |

## وصلات خارجية
- townofsalisbury.org
- The US50 - Cities and Towns in Vermont State
- Vermont Cities and Towns, Facts, Map, Flag, Colleges, Government, and More